# Пайков, Михаил Борисович
Михаил Борисович Пайков (род. 31 июля 1989 года) — российский спортсмен, игрок в настольный теннис. Двукратный бронзовый призёр чемпионатов Европы. Чемпион России в одиночном разряде 2016 года. Четырёхкратный чемпион России в парном разряде (2011, 2012, 2016, 2018). Бронзовый призёр юниорского чемпионата мира 2007 года в одиночном разряде. Победитель юниорского первенства Европы 2007 года. Мастер спорта России международного класса.
Левша, использует европейскую хватку.

## Спортивные достижения

### Чемпионаты Европы
Михаил Пайков завоевал две бронзовые медали европейских чемпионатов в 2011 и 2012 годах, выступая в парном разряде вместе с Алексеем Ливенцовым.

### Мировой тур ITTF
В 2013 году вместе c Алексеем Ливенцовым стал победителем этапа мирового тура «Russia Open» в Екатеринбурге в парном разряде. В 2014 году пара Ливенцов-Пайков заняла третье место в Гранд-финале Мирового тура ITTF, проходившего в Бангкоке (Таиланд). В 2016 году Пайков с Ливенцовым выиграли парные турниры на этапах Мирового тура в Болгарии и Бельгии.

### Чемпионаты России
| Разряды | Одиночный | Парный  | Командный |
| ------- | --------- | ------- | --------- |
| 2005    | 12        |         |           |
| 2006    | 14        |         | Серебро   |
| 2007    | 13        |         |           |
| 2008    | 5         |         | Бронза    |
| 2009    |           |         | Бронза    |
| 2011    | 9         | Золото  |           |
| 2012    |           | Золото  |           |
| 2013    | 13        | Бронза  |           |
| 2014    | Бронза    |         |           |
| 2015    | 5—8       | Бронза  |           |
| 2016    | Золото    | Золото  |           |
| 2017    | 9—16      | 5—8     | Бронза    |
| 2018    | 5—8       | Золото  | Серебро   |
| 2019    | Бронза    | Бронза  |           |
| 2021    |           | Серебро |           |
| 2022    |           | Бронза  |           |
| 2023    |           | Бронза  | Бронза    |
| 2025    |           | Бронза  |           |